# Carpinus
Carpinus L., 1753 è un genere di piante appartenente alla famiglia delle Betulacee. Il genere comprende nel complesso 26 specie che colonizzano le aree temperate dell'emisfero boreale.
In Italia sono presenti le seguenti specie:
- Carpinus betulus L. (carpino bianco), albero tipico dell'Europa occidentale;
- Carpinus orientalis Mill. (carpino orientale, carpinello[2] o, meno frequentemente, carpinella[3]), piccolo albero diffuso invece nell'Europa orientale.

L'albero comunemente chiamato carpino nero o carpinella, anch'esso presente in Italia, non appartiene a questo genere, ma al genere affine Ostrya.

## Descrizione

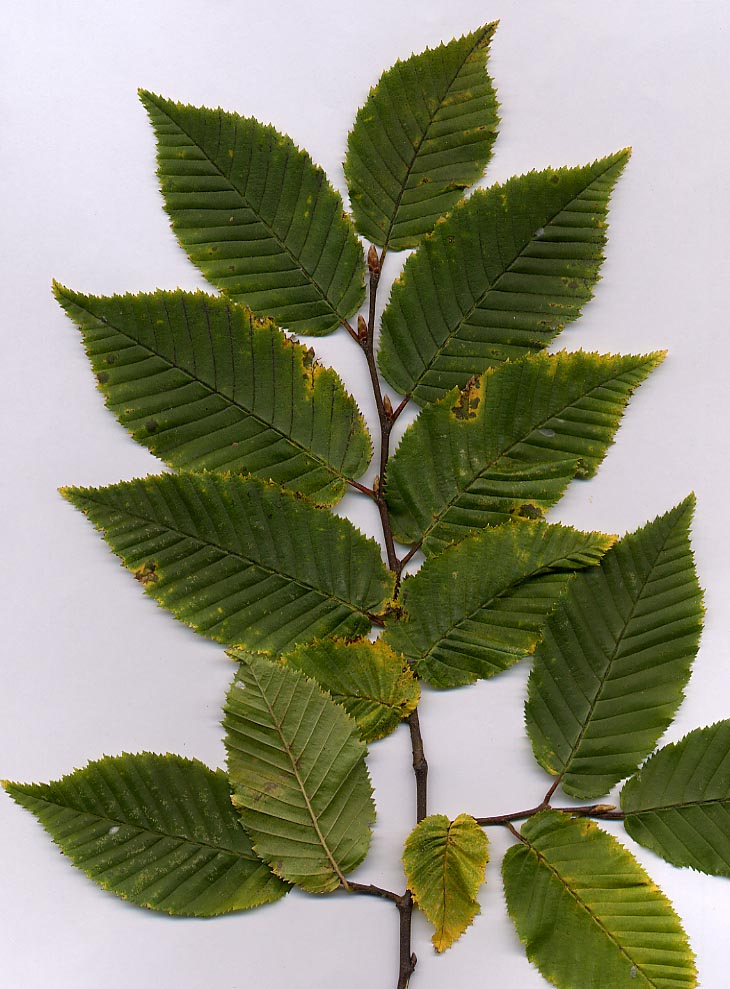
Foglie di carpino dalla tipica forma pieghettata

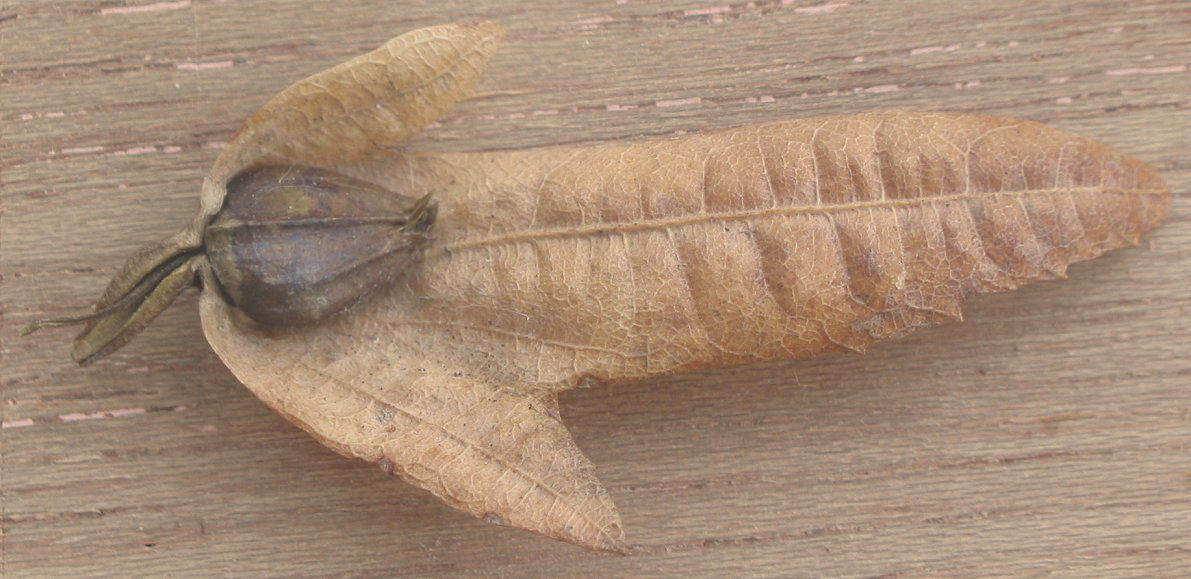
Frutti e relativa brattea

Il genere comprende specie con fiori maschili e femminili separati; le specie sono monoiche (cioè le infiorescenze maschili e femminili sono portati sul medesimo individuo). Le foglie sono caduche, alterne e dentate.
I frutti sono delle noci portate da una brattea fogliacea triloba (in Carpinus betulus L.) o con il margine profondamente serrato (in Carpinus orientalis Mill.), la forma della brattea è un elemento distintivo rispetto al carpino nero.

## Tassonomia
In questo genere sono riconosciute 42 specie:
- Carpinus betulus L.
- Carpinus caroliniana Walter
- Carpinus chuniana Hu
- Carpinus cordata Blume
- Carpinus dayongiana K. W. Liu & Q. Z. Lin
- Carpinus faginea Lindl.
- Carpinus fangiana Hu
- Carpinus fargesiana H. J. P. Winkl.
- Carpinus firmifolia (H. J. P. Winkl.) Hu
- Carpinus hebestroma Yamam.
- Carpinus henryana (H. J. P. Winkl.) H. J. P. Winkl.
- Carpinus insularis N. H. Xia, K. S. Pang & Y. H. Tong
- Carpinus japonica Blume
- Carpinus kawakamii Hayata
- Carpinus kweichowensis Hu
- Carpinus langaoensis Z. Qiang Lu & J. Quan Liu
- Carpinus laxiflora (Siebold & Zucc.) Blume
- Carpinus lipoensis Y. K. Li
- Carpinus londoniana H. J. P.Winkl.
- Carpinus luochengensis J. Y. Liang
- Carpinus mengshanensis S. B. Liang & F.Z.Zhao
- Carpinus microphylla Z. C. Chen ex Y. S. Wang & J. P. Huang
- Carpinus mollicoma Hu
- Carpinus monbeigiana Hand.-Mazz.
- Carpinus omeiensis Hu & W. P. Fang
- Carpinus orientalis Mill.
- Carpinus paohsingensis W. Y. Hsia
- Carpinus polyneura Franch.
- Carpinus pubescens Burkill
- Carpinus purpurinervis Hu
- Carpinus putoensis W. C. Cheng
- Carpinus rankanensis Hayata
- Carpinus rupestris A. Camus
- Carpinus × schuschaensis H. J. P. Winkl.
- Carpinus shensiensis Hu
- Carpinus shimenensis C. J. Qi
- Carpinus tibetana Z. Qiang Lu & J. Quan Liu
- Carpinus tientaiensis W. C. Cheng
- Carpinus tropicalis (Donn. Sm.) Lundell
- Carpinus tsaiana Hu
- Carpinus tschonoskii Maxim.
- Carpinus turczaninovii Hance
- Carpinus viminea Lindl. ex Wall.

## Ecologia
Prediligono, nell'Italia peninsulare, gli ambienti di collina, mentre al settentrione crescono anche in pianura. Generalmente, negli stessi boschi, si possono trovare mescolate una delle due specie di Carpinus con Ostrya, ma è molto raro che si mescolino tra loro le due specie di Carpinus.
Parente stretto dei carpini è il nocciolo (Corylus avellana L.).